# Sempt (Forstinning)
Sempt ist ein Gemeindeteil der Gemeinde Forstinning im Landkreis Ebersberg (Oberbayern, Bayern). Der Weiler befindet sich nordwestlich des Hauptortes, jenseits der A 94. Am Ort fließt der Forstinninger Arm des Flusses Sempt vorbei, der etwas südlich seine Quelle hat. Am Fluss steht eine Mühle. Den Hauptteil des Weilers nimmt im Osten der Garmeierhof ein. An der Sempt steht das Steileranwesen.

## Geschichte

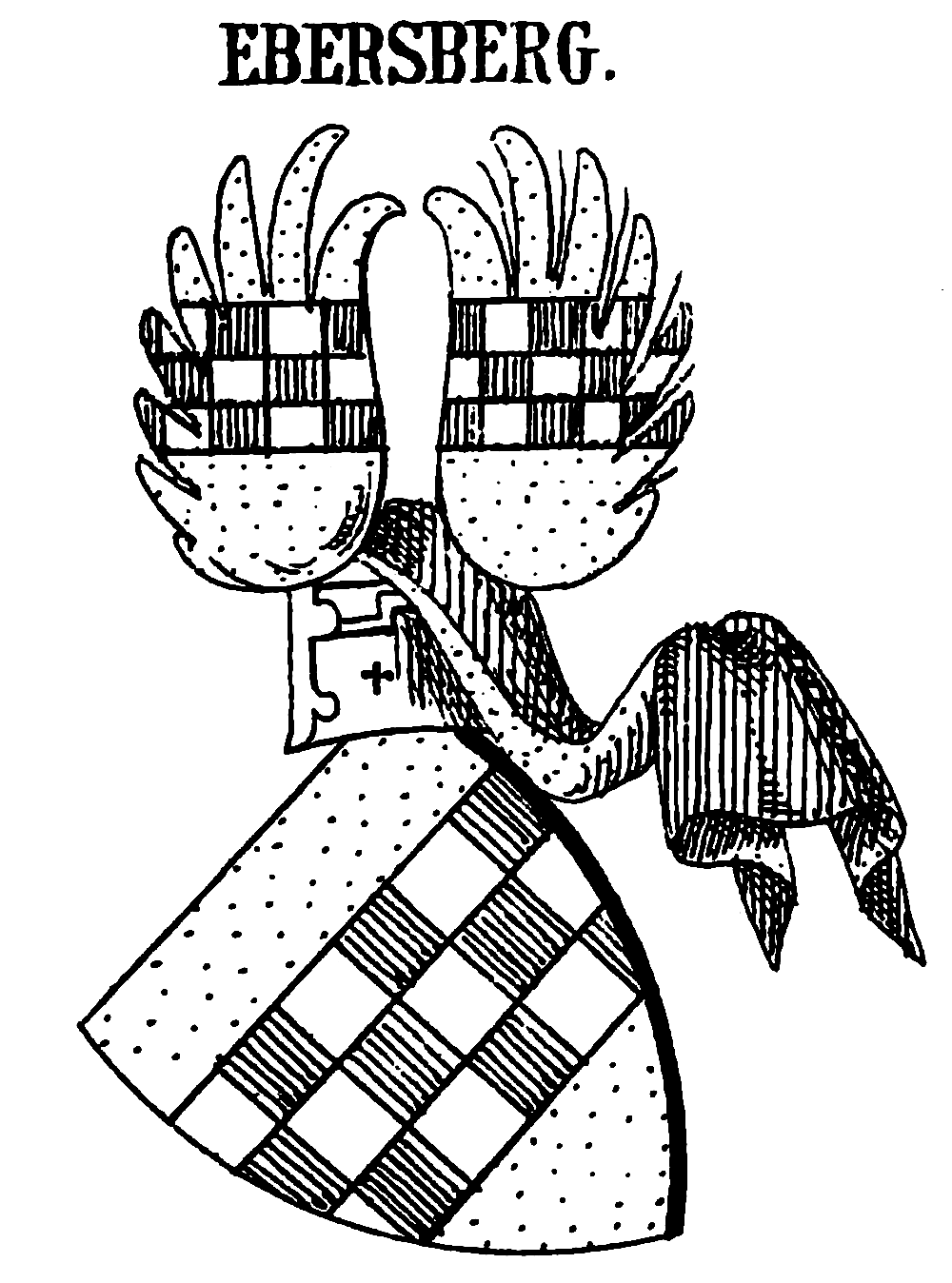
Wappen der Grafen von Sempt-Ebersberg

In Sempt wurde von einem Bauern ein bronzenes Widderfigürchen aus der keltischen Latènezeit gefunden. Es befindet sich heute in der Archäologischen Staatssammlung in München. An Sempt vorbei führte die Römerstraße nach Regensburg, die weiter südlich von der Straße zwischen Augsburg und Wels abzweigte.
Um 550 führte die Salzstraße von Bad Reichenhall über Sempt, das zur „curtis fuscalis“ wurde, ein Königshof mit Markt. Die Grafen von Sempt hatten hier in der Nähe des Garmeierischen Anwesen ihre Stammburg, bis sie Ende des 9. Jahrhunderts nach Ebersberg umzogen. Der genaue Standort der alten Burg ist allerdings nicht bekannt, auch wenn der Burggraben durch Überschwemmungen des Flusses  gelegentlich freigelegt werden. Es soll sich um eine Wasserburg gehandelt haben, die vom Fluss umspült wurde. Andere Quellen verlegen die Burg auf eine Anhöhe, womit wohl jene in Richtung Berg gemeint ist. Dort befand sich früher ein römischer Bauernhof.
Bei Überschwemmungen kommen zwischen den Anwesen Steiler (Sempt Nr. 1) und Garmeier (Sempt Nr. 3) manchmal auch Mauerreste der früheren Kirche wieder zum Vorschein. Sie war Johannes dem Täufer geweiht und wurde während der Säkularisation 1803 abgebrochen. Der Markt (im 11. Jahrhundert vom König verliehenem Recht als fiscale forum) in Sempt blieb auch nach Wegzug der Grafen noch einige Zeit erhalten. Als 1045 mit Adalbero II. von Ebersberg der letzte Graf des Geschlechts starb, ging dessen gesamter Besitz an das Kloster Ebersberg.

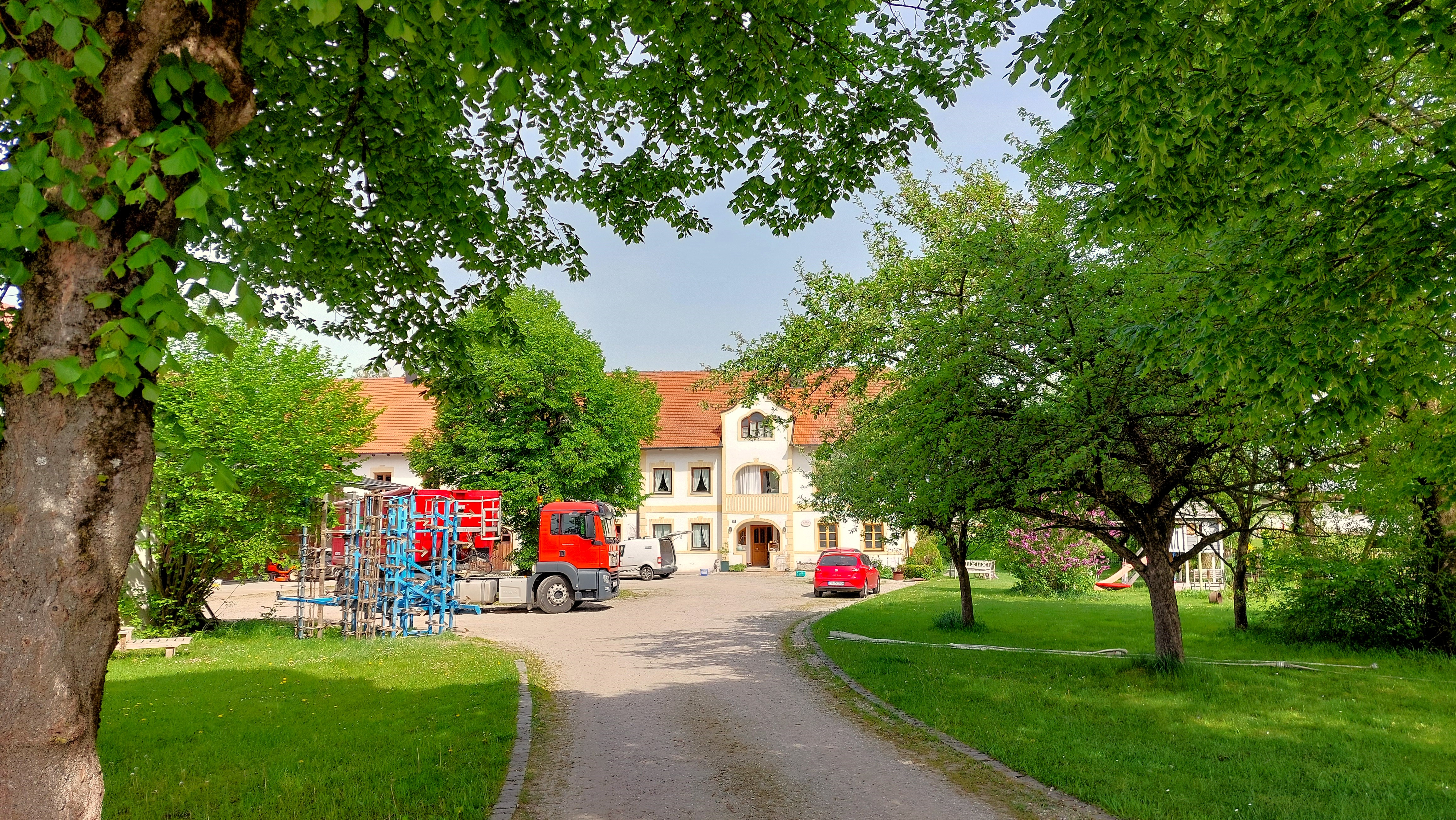
Garmeierhof
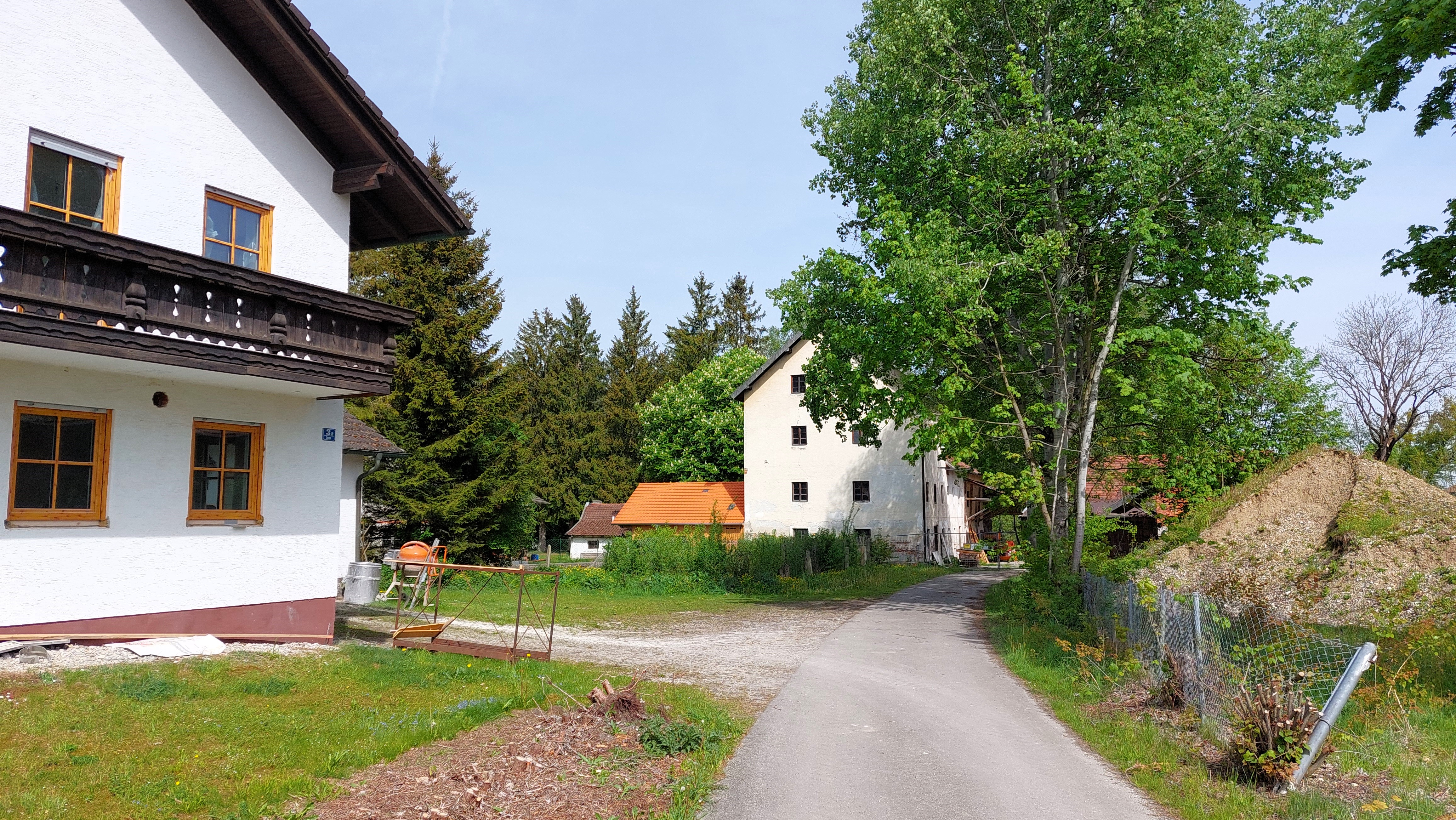
Steileranwesen
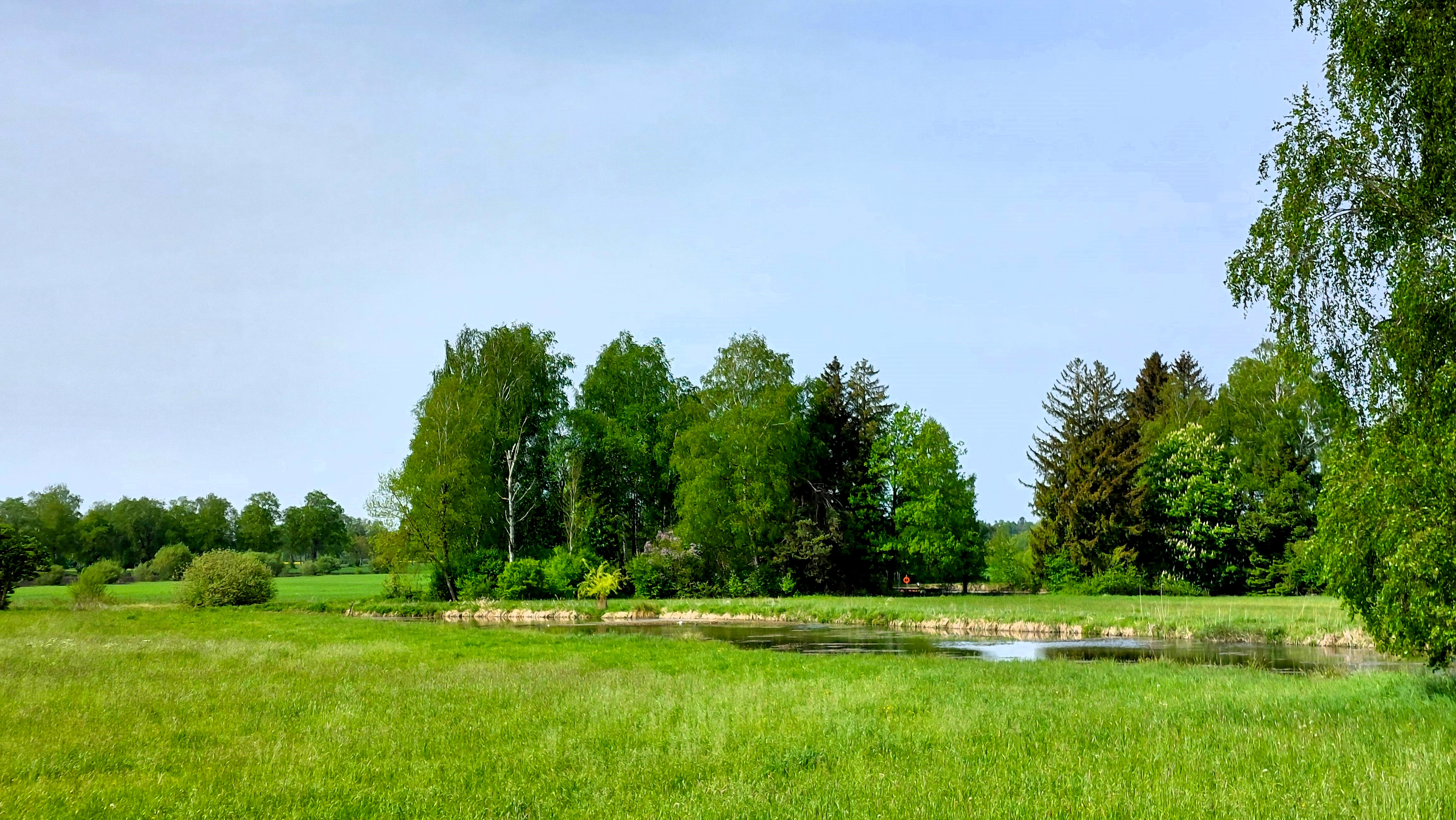
Forstinninger Sempt